# Сутички на півночі Луганської області (весна 2014)
У травні 2014 року на півночі Луганської області відбулося декілька нападів на українські сили.

## Передумови
12 квітня 2014 року група російських спецпризначенців на чолі із колишнім полковником ФСБ Ігорем Гіркіним захопила місто Слов'янськ Донецької області. За місто почалися бої.
З 18 квітня 2014 року і до травня священик УПЦ МП протоієрей Володимир Марецький блокував рух військових колон Збройних сил України через село Райгородка Новоайдарського району Луганської області. Марецький так перешкоджав пересуванню особового складу 80-ї аеромобільної бригади ЗСУ, блокуючи дорогу дерев'яною колодою і мішками. Це була 1-ша рота 80-ї бригади, і на той час вона не мала права відкривати вогонь. Марецький розмістив біля дороги намет, де організував цілодобове чергування, закликав військових покинути свої позиції, заявляючи, що місцеве населення не потребує їхньої допомоги. Згодом, 25 травня, він взяв участь у бою проти українських військ.
7 травня 2014 року в Старобільську пройшов проросійський мітинг, але проросійські сили не змогли закріпитися у місті. Того дня група бойовиків на чолі з Олексієм Мозговим на декількох автомобілях заїхала на головну площу Старобільська поруч з будівлею районної адміністрації. Бойовики не виходили з автомобілів, проте Володимир Григоренко оцінив їх кількість у 40-50 осіб за кількістю і розміром транспорту. На площі зібрався натовп у близько 500 осіб, який підігрівався десятком провокаторів. Провокатори зірвали український прапор з будівлі районної адміністрації та поставили прапор ЛНР. Місцева міліція спостерігала за подіями, але не втручалася, а керівництво адміністрації ніяк не протестувало. Після того як український прапор зірвали, з автомобіля вийшов Мозговий та ще два бойовики, роблячи вигляд ніби народ сам захотів змінити владу, а він лише їх підтримує в проведенні проросійського референдуму. Голова районної адміністрації сказав: «Ми будемо сприяти проведенню референдуму». 11 травня 2014 року проросійські сили організували референдум у Старобільську. Представники адміністрації продовжували ходити на роботу, навіть попри те, що над районною адміністрацією висів прапор ЛНР. Через кілька днів шок від демонстрації грубої сили пройшов, і 13 травня близько 20 патріотично налаштованих жителів стихійно і без зброї вийшли до будівлі районної адміністрації, зірвали прапор ЛНР, повернувши назад прапор України. Представники районної адміністрації і міліції так само ніяк не реагували. Начальник районного відділу міліції пояснив невтручання тим, що «міліція з народом, куди народ, туди й вона, і її завдання — тільки забезпечувати громадський порядок».
15 травня в Старобільск вперше увійшли українські війська — це був добровольчий батальйон «Айдар».

## Перебіг подій
22 травня відбувся бій під Рубіжним. Підрозділи 2-го батальйону 30-ї механізованої бригади передислоковувалися з сел. Стара Краснянка через Рубіжне до Лисичанська Луганської області, проте зустріли опір проросійських бойовиків, які займали обладнані позиції на берегу Сіверського Донця в районі Томашовського автомобільного мосту на Новодружеськ. Зав'язався бій, внаслідок якого українські війська були змушені відійти, втративши 3 осіб загиблими і 6 БМП (3 спалені, 3 захоплені бойовиками). Це стало першим боєм в Луганській області, і першим боєм 30-ї механізованої бригади у війні.
Того ж дня увечері в Старобільську відбулася перша операція батальйону «Айдар». Група добровольців з Луганська, Ровеньків, Антрацита й патріотів з інших регіонів України розгромила і взяла в полон проросійських бойовиків, які впродовж кількох днів блокували пересування української військової техніки в бік Луганська.
Того ж дня секретар РНБО України Андрій Парубій сказав, що проросійські сили намагалися тієї ночі захопити Сватове, найбільше місто на півночі Луганської області. За його словами, близько 60 озброєних бойовиків електропотягом доїжджали до Сватова, але українські сили зупинили потяг і відправили назад, тож спроба бойовиків захопити Сватове провалилася.
25 травня 2014 року о 15:20 у Новоайдарському районі Луганської області проросійські бойовики захопили виборчу дільницю № 440266 (ТВО № 115), викрали бюлетені і спробували сховатися. Військові, що дислокувалися в Новоайдарі, пустилися за ними в погоню. Українські війська знайшли цю групу, і після перестрілки затримали і роззброїли 7-8 бойовиків. На місці виявлено два автомобілі, на яких вони пересувалися і бюлетені. Заступник міністра внутрішніх справ Сергій Яровий поінформував, що в бою в Новоайдарі загинула одна людина, ще одна поранена.
Того ж дня відбувся напад на 263-тю виборчу дільницю у Новоайдарському районі. За даними Арсена Авакова, 2 бойовики були знищені, 14 затримані, решта втекли. З української сторони були троє легко поранених. Було затримано особу з документами отамана, вахмістра Донського козацтва. Російських бойовиків взяла у полон група з 25 «айдарівців» під командуванням «Баті». Бойовиками командували священик із с. Райгородка Луганської області й колишній прокурор із м. Джанкоя Автономної Республіки Крим. У складі групи було багато російських громадян. Це були перші полонені, яких узяв у полон підрозділ ЗСУ в зоні АТО. Священиком виявився настоятель Свято-Нікольського храму в місті Новоайдар, протоієрей Володимир Марецький. У вересні 2014 року його обміняли на українських військових. У бою брав участь Валентин Ткалич, в минулому голова Луганського осередку УНП.